# Wszyscy razem
Wszyscy razem (oryg. Hum Saath-Saath Hain: We Stand United) – bollywoodzki dramat rodzinny z 1999 roku. W rolach głównych Salman Khan, Karisma Kapoor, Saif Ali Khan, Sonali Bendre, Mohnish Behl i Tabu. Reżyseria (według własnego scenariusza) – Sooraj R. Barjatya, autor Hum Aapke Hain Koun...!, Maine Pyar Kiya i Vivah.

## Obsada
- Salman Khan ... Prem
- Karisma Kapoor ... Sapna
- Saif Ali Khan ... Venod Babu
- Sonali Bendre ... Preeti
- Mohnish Behl ... Vivek
- Tabu ... Sadhana
- Mahesh Thakur ... Anand
- Neelam ... Sangeeta
- Reema Lagoo ... Mamta
- Alok Nath ... Ramkishen
- Shammi Aunty ... Mausi
- Satish Shah ... Pritam
- Himani Shivpuri ... Mami
- Ajit Vachhani ... Vakil
- Sadashiv Amrapurkar ... Dharamraj
- Rajeev Verma ... Mr. Adarsh
- Shakti Kapoor ... Anwar
- Dinesh Hingoo ... Raghu Kaka
- Dilip Dhawan ... Anurag
- Sheela Sharma ... Jyoti
- Kunika ... Shanti

## Muzyka i piosenki
Autorem muzyki jest Vijay Patil (Hum Aapke Hain Koun...!, Maine Pyar Kiya)
| Tytuł                                       | śpiewa(ją)                                                                               |  |
| ------------------------------------------- | ---------------------------------------------------------------------------------------- |  |
| "Hum Saath Saath Hain"                      | Anuradha Paudwal, Hariharan, Kumar Sanu, Alka Yagnik, Udit Narayan, Kavita Krishnamurthy |  |
| "Mhare Hiwda"                               | Alka Yagnik, Anuradha Paudwal, Kavita Krishnamurthy, Udit Narayan, Kumar Sanu, Hariharan |  |
| "Maiyya Yashoda"                            | Alka Yagnik, Anuradha Paudwal, Kavita Krishnamurthy                                      |  |
| "ABCDEFGHI"                                 | Hariharan, Hema Sardesai, Shankar Mahadevan, Udit Narayan, Saif Ali Khan                 |  |
| "Parody Song-Sunoji Dulhan Ek Baat Sunoji " | Udit Narayan, Kavita Krishnamurthy, Sonu Nigam, Roop Kumar Rathod, Pratima Rao           |  |
| "Chhote Chhote Bhaiyon Ke"                  | Kavita Krishnamurthy, Kumar Sanu, Udit Narayan                                           |  |
| "Yeh To Sach Hai Ki Bhagwan Hai "           | Hariharan, Pratima Rao                                                                   |  |